# 克尔德科斯
克尔德科斯（法語：Cœur de Causse，法語發音：[kœʁ də kos]）是法国洛特省的一个市镇，属于古尔东区。该市镇于2016年由原市镇米拉堡、博马、丰塔讷迪科斯、圣索沃尔拉瓦莱和瓦亚克合并而成，行政中心位于米拉堡。

## 地名
“克尔德科斯”（Cœur de Causse）一名在法语中意为“科斯的中心”。

## 地理
克尔德科斯（44°38'53"N, 1°34'6"E）面积70.76 平方千米，位于法国奧克西塔尼大區洛特省，该省份为法国西南部内陆省份，北起顺时针与科雷兹省、康塔爾省、阿韦龙省、塔恩-加龙省、洛特-加龍省和多尔多涅省接壤。
与克尔德科斯接壤的市镇（或旧市镇、城区）包括：蒙福孔、勒巴斯蒂、吕讷加德、迪尔邦、凯尔西地区基萨克、卡尼亚克迪科斯、苏洛梅斯、莱佩什迪韦尔斯、拉莫特卡塞勒、弗赖西内、圣沙马朗、苏西拉克。
克尔德科斯的时区为UTC+01:00、UTC+02:00（夏令时）。

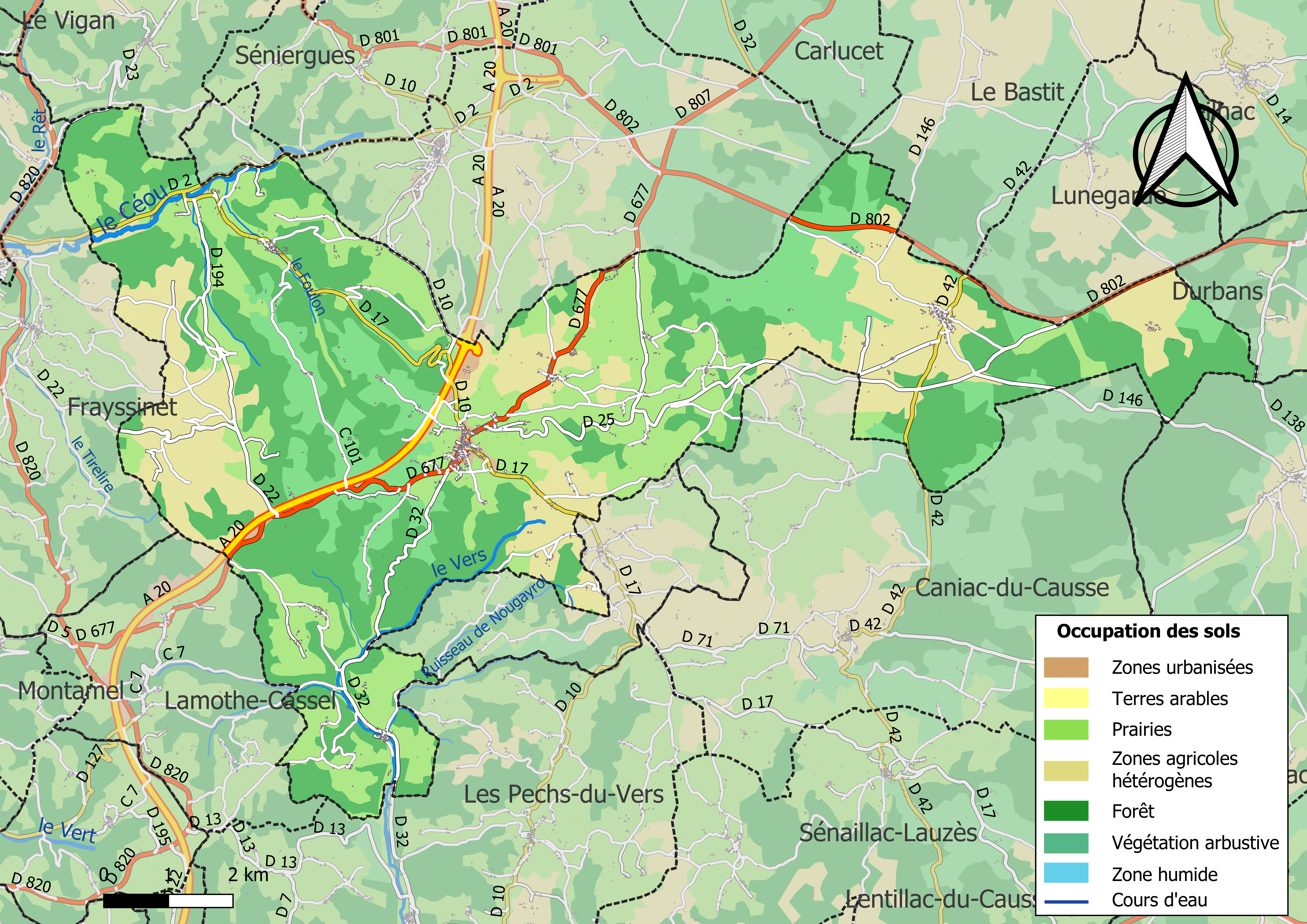
克尔德科斯的OSM定位图

## 行政
克尔德科斯的邮政编码为46240，INSEE市镇编码为46138。

## 政治
克尔德科斯所属的省级选区为科斯与谷地县。

## 人口
克尔德科斯于2022年1月1日时的人口数量为890人。